# Tomislavgrad
Tomislavgrad (serbokroatisch-kyrillisch Томиславград; bis 1925 Županjac/Жупањац, von 1945 bis 1990 Duvno/Дувно; deutsch veraltet Dalen) ist eine Stadt und gleichnamige Verbandsgemeinde in Bosnien und Herzegowina mit rund 33.000 Einwohnern. Die mehrheitlich von Kroaten bevölkerte Gemeinde liegt im Nordwesten der Herzegowina und gehört zum Kanton 10 der Föderation Bosnien und Herzegowina. Hauptort der Gemeinde ist die Stadt Tomislavgrad.

## Geografische Lage

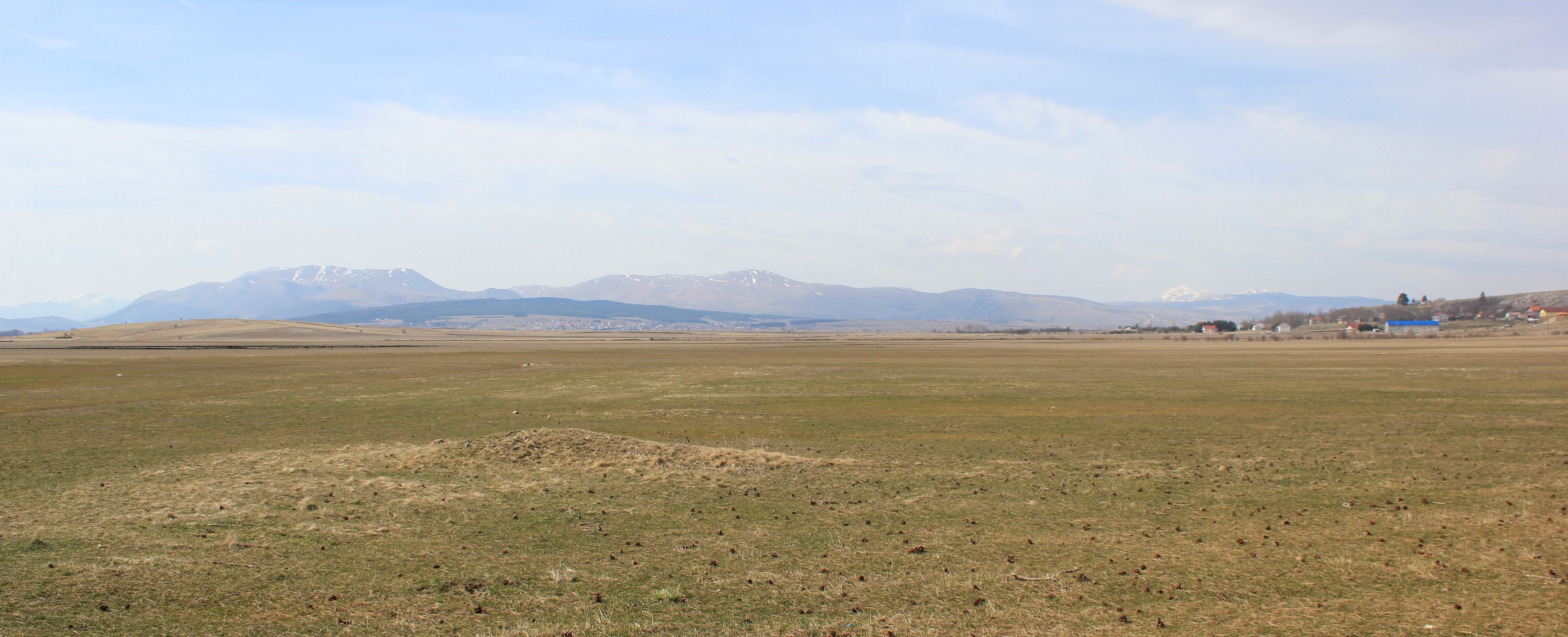
Das Duvanjsko polje mit Tomislavgrad im Hintergrund

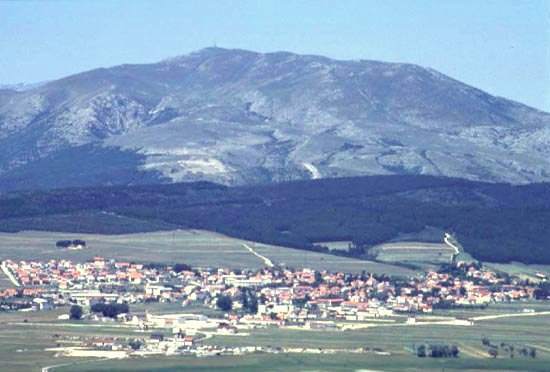
Blick auf Tomislavgrad

Die Gemeinde grenzt an die Gemeinden Posušje (südlich), Livno (nordwestlich), Kupres (nördlich), Prozor (nordöstlich) und Jablanica (östlich) sowie an die Kleinstadt Imotski in der Republik Kroatien (westlich).
Das Gemeindegebiet liegt größtenteils in der Hochebene des Duvanjsko Polje und umfasst auch die Hochebenen Šuičko Polje im Norden sowie Roško Polje im Südwesten.
Die Stadt liegt in der Hochebene des Duvanjsko polje in 840 bis 900 m. i. J. Höhe und ist von Bergen umgeben: der Pločno (2228 m. i. J.), der Veliki Vran (2207 m. i. J.) und weitere Berge wie Ljubuša, Tušnica und Mali Vran, die mindestens 1700 m. i. J. hoch sind. In den Wintermonaten kann es in seltenen Fällen bis −25 °C kalt werden, im Sommer sind Temperaturen über 40 °C möglich.
Es gibt zwei nennenswerte Seen: Buško jezero und Blidinjsko jezero. Buško jezero ist ein künstlicher See, der durch eine Talsperre an der Grenze zu Kroatien entstanden ist. In den See fließt die Šuica. Der zweite See Blidinje liegt 1250 Meter über den Meeresspiegel und ist ein Gletschersee, der im Winter meist zufriert und im Hochsommer oft austrocknet. Tomislavgrad liegt im Norden der ca. 300 Quadratkilometer großen Ebene Duvanjsko Polje. Die Ebene ist karstig. Nach starken Regenfällen bleibt das Wasser nicht an der Oberfläche, sondern fließt schnell in Klüfte ab; aus diesem Grund herrscht in den Sommermonaten oft Dürre. Im Frühjahr, wenn die Schneemassen auf den umliegenden Bergen schmelzen und unterirdisch ins Tal fließen, ist regelmäßig die ganze Ebene überflutet.

### Ortschaften der Gemeinde Tomislavgrad
Das Gemeindegebiet von Tomislavgrad umfasst neben der eigentlichen Stadt noch folgende Ortschaften:
Baljci, Blažuj, Bogdašić, Borčani, Bukova Gora, Bukovica, Cebara, Crvenice, Ćavarov Stan, Dobrići, Donji Brišnik, Eminovo Selo, Galečić, Gornja Prisika, Gornji Brišnik, Grabovica, Jošanica, Kazaginac, Kolo, Kongora, Korita, Kovači, Krnjin, Kuk, Letka, Lipa, Liskovača, Lug, Mandino Selo, Mesihovina, Mijakovo Polje, Miljacka, Mokronoge, Mrkodol, Omerovići, Omolje, Oplećani, Pačari, Pasić, Podgaj, Prisoje, Radoši, Rašćani, Rašeljke, Roško Polje, Renići, Rošnjače, Sarajlije, Seonica, Srđani, Stepen, Stipanići, Šuica, Tubolja, Vedašić, Vinica, Vojkovići, Vranjače, Vrilo, Zaljiće, Zaljut und Zidine.

## Geschichte
Vereinzelte Funde deuten darauf hin, dass das Hochtal von Duvno bereits in prähistorischer Zeit besiedelt wurde. Die ersten historisch verbürgten Bewohner sind jedoch die Delmaten, ein illyrischer Volksstamm, der sich von 158 v. Chr. bis zu seiner endgültigen Niederwerfung 118 v. Chr. durch Konsul Caecilius Mettelus immer wieder im Krieg mit den Römern und seinen illyrischen Verbündeten befand. Ob es sich bei den Delmaten tatsächlich um einen einzelnen Stamm handelte ist umstritten. Möglicherweise handelte es sich auch um einen Verbund mehrerer, zwischen den Flüssen Neretva und Krka siedelnder, illyrischer Stämme.

### Das illyrische Delminium
Mehrere römische Quellen sprechen von einer Stadt Delminium (auch Delminus), dem Hauptort der Delmaten. Nach Angaben des griechischen Historikers Appian von Alexandria wurde der Stamm nach ebendieser Stadt zunächst Delmatenses und später Dalmatii genannt. Die Vermutung liegt nahe, dass sich aus ebendieser Bezeichnung der spätere Name der Region Dalmatien (lateinisch Dalmatia) entwickelt hat.

#### Zur Quellenlage
Zeitgenössische Quellen zum historischen Delminium sind spärlich gesät. Einzig bekannte Quellen sind die Schilderungen des „dalmatischen Feldzuges“ bei Appian von Alexandria und Sextus Julius Frontinus. Von Appians Werken ist nur sein Buch über die römischen Bürgerkriege in Gänze erhalten geblieben. Seine Schilderung der illyrischen Kriege (ursprünglich nur ein Teilstück seines Werks über die Mazedonischen Kriege) gehört allerdings zu den Werken, die die Zeit in großen Teilen überdauert haben. Sextus Julius Frontinus seinerseits berichtet in seinem Werk „Strategemata“ über die Belagerung der Stadt Delminium durch Publius Cornelius Scipio Nasica Corculum.

#### Bedeutung des NamensDelminium
Zur ursprünglichen Bedeutung des Namens Delminium äußern sich die römischen Quellen nicht. Jedoch wird davon ausgegangen, dass es sich dabei um eine romanisierte Form der illyrischen Wörter D'lmno (Weide) bzw. Delma, was auf Albanisch Schaf bedeutet. Auch die im Mittelalter noch gebräuchliche Bezeichnung Dumno (anstatt des späteren Duvno) für die Stadt Tomislavgrad und ihre Umgebung legen eine solche Deutung nahe.

#### Delminium zur Zeit des Dalmatischen Feldzuges 156 bis 155 v. Chr.
Nachdem die Delmaten immer wieder Überfälle gegen römische Bündnispartner (unter anderem die Liburner) durchgeführt hatten und Vermittlungsversuche seitens des römischen Senats mehrfach abgewiesen worden waren, beauftragte der Senat den Konsul Gaius Marcius Figulus im Jahre 156 v. Chr. mit der Durchführung eines Feldzuges. Figulus landete in der Nähe des antiken Narona. Trotz anfänglicher Niederlagen gelang es ihm gegen Herbstende, die Delmaten zurückzuschlagen, so dass sich diese in ihrem Hauptort Delminium verschanzten.
Eine erste Belagerung schlug fehl, da laut Appian von Alexandria die Stadt aufgrund ihrer mächtigen Befestigungen und ihrer günstigen Lage auf einem Berg weder erstürmt noch durch das mitgeführte Belagerungsgerät geschleift werden konnte. Figulus ging dazu über, die umliegenden, größtenteils schutzlos zurückgelassenen delmatischen Ortschaften zu plündern in der Hoffnung, dadurch die Verteidiger aus Delminium herauslocken zu können. Nachdem dieser Plan gescheitert war, entschloss er sich, Delminium erneut zu belagern. Die Stadt wurde mit Brandpfeilen und Ballisten beschossen und dadurch größtenteils zerstört. Jedoch gelang es auch diesmal nicht, die Stadt einzunehmen.
Ein Jahr später gelang es dem Konsul Publius Cornelius Scipio Nasica Corculum mit derselben Taktik, mit der Figulus ein Jahr zuvor gescheitert war, die Verteidiger aus Delminium herauszulocken und die Stadt endgültig zu erobern.

#### Lage des illyrischen Delminium
Auch über die Lage des historischen Delminium lässt sich aus den historischen Quellen nichts Genaues schließen. Sowohl Appian als auch Sextus Julius Frontinus beschreiben die Stadt als stark befestigt und auf einem Berg liegend, unterhalb dessen eine Straße verläuft. Die heutige Stadt Tomislavgrad befindet sich zu Fuße eines Berges. Nachgewiesen ist, dass sich hier zur Zeit der Römer eine Kreuzung zweier wichtiger Handelswege von Dalmatien ins innere Pannonien befand. Es ist jedoch nicht davon auszugehen, dass das heutige Tomislavgrad auf den Ruinen des antiken Delminiums steht.
Eine Theorie geht davon aus, dass sich Delminium auf dem Berg Libu zwischen den heutigen Dörfern Kongora und Borčani befand. Für diese Theorie sprechen die zentrale Lage dieses Ortes quasi im Zentrum des Hochtales sowie der vermutete Verlauf der römischen Handelsstraße (Appian erwähnt, dass Figulus nicht von „der Straße“ aus angreifen konnte). Henri Cons hingegen verortete in seinem 1888 veröffentlichten Werk La province romaine de dalmatie Delminium auf dem Berg Gardun in der Nähe der heutigen kroatischen Kleinstadt Trilj und somit außerhalb der heutigen Gemeindegrenzen von Tomislavgrad. Auch dies erscheint möglich, nicht zuletzt da Trilj unmittelbar an der Grenze zwischen der Republik Kroatien und der bosnisch-herzegowinischen Gemeinde Tomislavgrad liegt.
Gesichert hingegen ist der Standort eines illyrischen Heiligtums zwischen den Dörfern Mandino Selo und Rašćani.

### Das römische Delminium
Nach der Eroberung Delminiums 155 v. Chr. und der Niederschlagung des illyrischen Aufstands 9 n. Chr. begann eine Phase zunehmender römischer Kolonialisierung und Assimilierung. Es ist soweit bekannt, dass es eine römische Kolonie gleichen Namens in der Nähe des alten Delminium gegeben hat, jedoch ist auch ihre geografische Lage nicht abschließend geklärt. Gesichert ist nur, dass sich auf dem Gebiet der heutigen Stadt Tomislavgrad eine römische Siedlung sowie die römische Wegstation Bistue Vetus befand. Ihre Überreste wurden beim Bau des Franziskanerklosters Ende des 19. Jahrhunderts entdeckt.
Des Weiteren wurden Überreste eines römischen Heiligtums unterhalb des heutigen Stadtfriedhofs Karaula gefunden.

### Stadtname
Der Ortsname wurde mehrmals geändert. In der Römerzeit wurde es Delminium genannt; zur Zeit der kroatischen und bosnischen Herrscher Županjac, durch den Wohnsitz der Pfarrei (kroatisch župa) Duvno; während der osmanischen Herrschaft Županj-potok (potok = „Bach“) und während der österreichisch-ungarischen Zeit wieder Županjac. Anlässlich des 1000. Jubiläums der Krönung des ersten kroatischen Königs Tomislav in der Stadt hieß sie von 1925 bis 1945 Tomislavgrad. 1945 bis 1990 trug sie den Namen Duvno und heißt seitdem erneut Tomislavgrad.

## Bevölkerung
Die Gemeinde hatte zur letzten Volkszählung 2013 ungefähr 31.500 Einwohner, von denen die überwiegende Mehrheit Kroaten waren (91,8 %). Der Anteil der Bosniaken betrug ungefähr acht Prozent.
|           | Bevölkerungsstruktur | Bevölkerungsstruktur | Prozent | Prozent |
|           | 1997                 | 1991                 | 1997    | 1991    |
| --------- | -------------------- | -------------------- | ------- | ------- |
| Kroaten   | 24.165               | 25.976               | 87,88   | 86,56   |
| Bosniaken | 2.500                | 3.148                | 9,09    | 10,49   |
| Serben    | 0                    | 576                  | 0,00    | 1,92    |
| Sonstige  | 833                  | 309                  | 3,03    | 1,03    |
| Gesamt    | 27.498               | 30.009               | 100     | 100     |

## Sonstiges
In den Bergen rund um die Stadt leben unter anderem Wölfe, Schlangen, Bären, Hirsche und Wildschweine.

## Persönlichkeiten
- Stjepan Čuić (* 1945), Präsident des kroatischen Schriftstellerverbandes
- Dževad Karahasan (1953–2023), Schriftsteller und Dramaturg
- Jozo Radoš (* 1956), Politiker
- Ivić Pašalić (* 1960), Politiker
- Dražen Kutleša (* 1968), katholischer Geistlicher, Erzbischof von Zagreb
- Vlado Šola (* 1968), Handballtorwart
- Pavlica Steko (* 1974), Kickbox-Weltmeister
- Matej Mamić (* 1975), Basketballtrainer
- Mladen Steko (* 1976), Kickbox-Weltmeister
- Ivan Krstanović (* 1983), Fußballspieler
- Emir Dilaver (* 1991), Fußballspieler